# Vuelo 411 de British European Airways
El 14 de marzo de 1957, el vuelo 411 de British European Airways se estrelló en Wythenshawe, Inglaterra matando a las 20 personas a bordo.

## Avión
El avión era el primer Vickers Viscount 701 construido en 1952 por Vickers para British European Airways.

## Accidente
El vuelo 411 de la BEA era un turbopropel Vickers Viscount 701. El avión volaría desde Ámsterdam, Países Bajos hasta Mánchester, Inglaterra. A bordo se encontraban 20 personas.
Todo el vuelo fue tranquilo hasta que el Viscount 701 se aproximaba al aeropuerto de Mánchester en VFR (vuelo visual). De pronto giró violentamente a la derecha y luego cayó a una zona residencial.
El Viscount 701 se estrella destruyendo tres casas. Luego, se envolvió en llamas. Murieron las 20 personas a bordo. También murieron una madre y su hijo cuando el avión impactó contra ellos.
Fue el primer accidente fatal de un turbopropel.

## Causa
Se descubrió que un tornillo defectuoso en el ala derecha hizo que esta se desprendiera. El vuelo 411 giró violentamente y luego se estrelló.
También encontraron que el tornillo que se había roto no había recibido el mantenimiento correcto.